# Holloway, Minnesota
Holloway là một thành phố thuộc quận Swift, tiểu bang Minnesota, Hoa Kỳ. Năm 2010, dân số của thành phố này là 92 người.

## Dân số
- Dân số năm 2000: 112 người.
- Dân số năm 2010: 92 người.